# 加埃塔诺·扬努齐
加埃塔诺·扬努齐（義大利語：Gaetano Iannuzzi，1972年3月5日—），意大利男子赛艇运动员。他曾代表意大利参加世界赛艇锦标赛，获得一枚金牌、三枚银牌和三枚铜牌。他也曾参加2000年和2004年夏季奥林匹克运动会。